# Miss Israele 2005
La cinquantaseiesima edizione di Miss Israele si è svolta al centro congressi di Haifa il 3 giugno 2005. La serata finale è stata trasmessa in diretta televisiva su Channel 2 ed è stata presentata per la seconda volta dalla cantante Orna Datz. La vincitrice del concorso è stata la ventunenne studente Elena Ralph, nata in Ucraina ma trasferitasi a Ramat Gan nel 2002..

## Risultati

### Piazzamenti

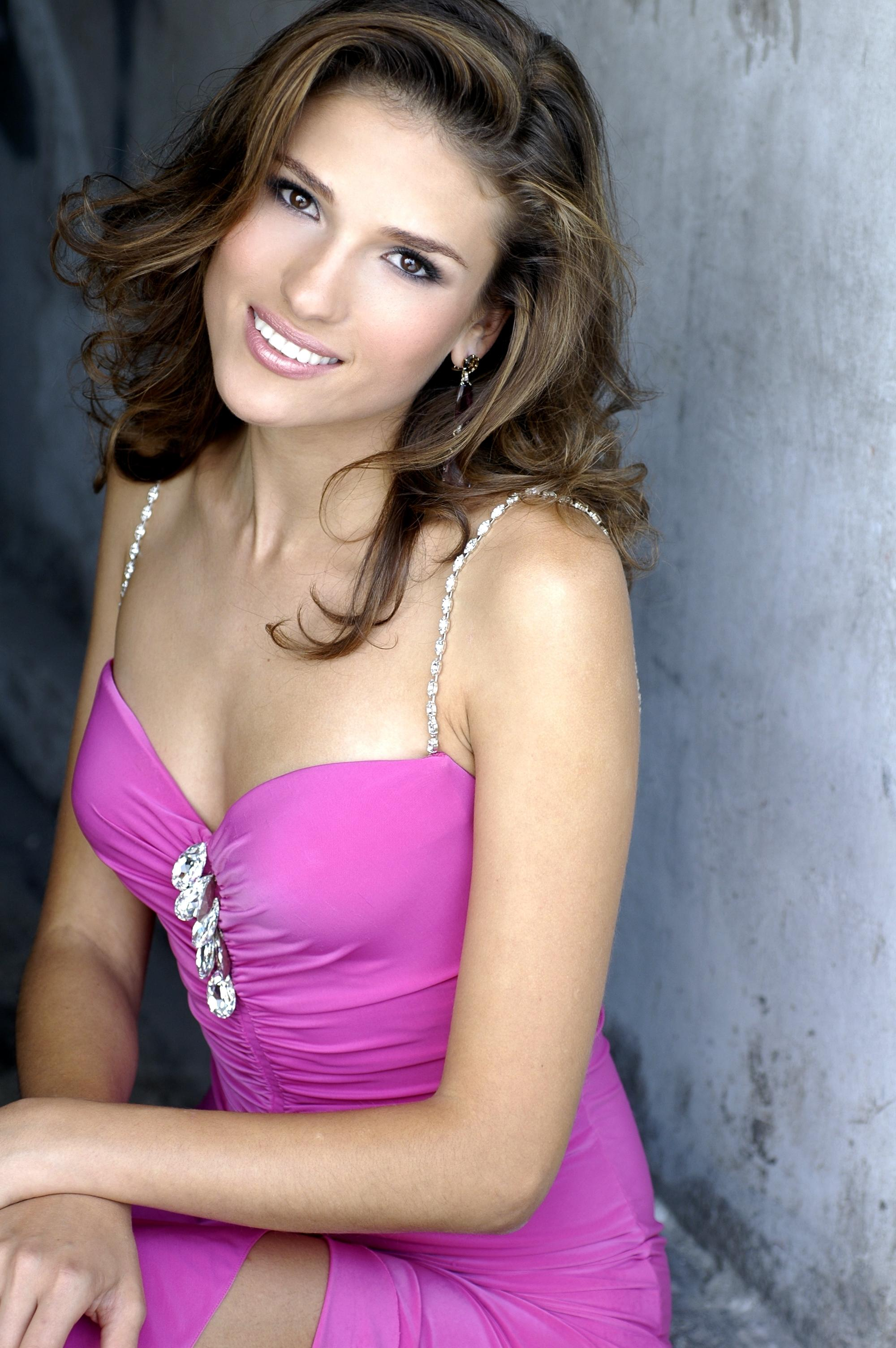
Elena Ralph, vincitrice dell'edizione 2005

| Risultato finale  | Concorrente                                                      |
| ----------------- | ---------------------------------------------------------------- |
| Miss Israele 2005 | - Elena Ralph                                                    |
| 2ª classificata   | - Keren Shacham                                                  |
| 3ª classificata   | - Moran Gerbi                                                    |
| 4ª classificata   |                                                                  |
| Top 6             | - Hila Balilti - Ana Bragaus                                     |
| Top 10            | - Jennifer Bopp - Alina Rodoy - Regina Shcnitzer - Katy Borinsky |